# Film de ficțiune
Filmul de ficțiune, cunoscut și ca film jucat sau film artistic (denumire improprie) este producția de film care tratează un subiect imaginar despre personaje angrenate în acțiuni ce se desfășoară în timp și spațiu.
Corespondența poate fi reală, fiind reconstituirea unor evenimente petrecute cu eroi reali. Poate fi de asemenea o acțiune imaginară în lumea reală sau pur și simplu un scenariu imaginar care se vrea a fi real.
Ecranizările romanelor de răsunet ale marilor prozatori sunt subiecte foarte căutate de realizatorii de filme. Prin scenarizarea lor apar filme de aventură ("Robin Hood"), de dragoste ("Vacanță la Roma"), drame sociale ("Totul despre Eva").
Aventura americană a cuceririi vestului a creat mult gustatul gen al "Western"-ului, început de John Ford în 1937 cu renumitul film "Diligența", cu cel ce avea să devină emblema genului, actorul John Wayne. Au fost urmate de "Eldorado", "Rio Bravo", și multe altele.
Cele două războaie mondiale, au dus la apariția unor filme de gen, drame zguduitoare a ororilor războaielor, eroismul unor oameni simpli care s-au jertfit pentru pacea familiilor lor și pentru pacea lumii. Sunt demne de amintit "Adio arme" a lui Vittorio De Sica, "Procesul de la Nuremberg", "Soarta unui om".
Music hall-urile celebre de pe Broadway au fost transpuse în filme de mare succes, pentru divertisment ("Cântând în ploaie").
Pentru crearea unei bune dispoziții, realizatorii nu au ocolit comedia, celebrele filme cu (Charles Chaplin, Malec, Stan și Bran). și în cinematografia românească cu filmele lui Geo Saizescu cu Păcală, ("Un surâs în plină vară" și altele)
Subiecte științifico-fantastice, cât mai fantastice, dacă se poate spune așa, au fost ecranizate cu succes, ("Ziua Independenței", "The Matrix"). 
De asemenea mai există și mult apreciatele filme polițiste, cu polițiști puși pe realizarea unei lumi a ordinii și dreptății
Prin-tre filmele de ficțiune se numără și filmul porno.
P filmul porno se numără
În realizarea filmului de ficțiune sunt folosiți actori (dacă se poate numai "vedete") pentru rolurile cerute de scenariu, decoruri cât mai reale, tehnici cât mai sofisticate pentru efecte vizuale și sonore care să mărească "suspens" -ul acțiunii. 